# Life in a Beautiful Light
Life in a Beautiful Light – trzeci solowy album studyjny Amy Macdonald. Wydawnictwo ukazało się 11 czerwca 2012 roku nakładem wytwórni muzycznych Melodramatic Records i Mercury Records. Album zawiera 12 premierowych kompozycji wokalistki, a pierwszym singlem promującym płytę został utwór „Slow It Down”, do którego nakręcono teledysk. Producentem płyty został Pete Wilkinson.
W Polsce album osiągnął status złotej płyty.

## Lista utworów
Opracowano na podstawie materiału źródłowego.
1. „4th of July” – 3:48
2. „Pride” – 3:22
3. „Slow It Down” – 3:52
4. „The Furthest Star” – 3:29
5. „The Game” – 4:24
6. „Across the Nile” – 3:19
7. „The Days of Being Young and Free” – 4:09
8. „Left That Body Long Ago” – 4:49
9. „Life in a Beautiful Light” – 4:35
10. „Human Spirit” – 2:06
11. „The Green and the Blue” – 3:53
12. „In the End” – 3:52
13. „Two Worlds” (hidden track)